# علي الرفيعي
علي كاظم الرفيعي وهو سياسي عراقي ليبرالي ولد في سنة 1943 في مدينة النجف في العراق في انتخابات 2014 ترأس قائمة التحالف المدني الديمقراطي وله شهادة ماجستير ودكتوراه من فرنسا في رسالته التحليل القانوني للمساعدات الجمعية لدول العالم الثالث”، وحصل على درجة الشرف، وقد تولى عمادة كلية القانون في جامعة بغداد لأكثر من 6 سنوات.